# Jon Brockman
Pour les articles homonymes, voir Brockman.
Jonathan Rodney « Jon » Brockman, né le 20 mars 1987 à Snohomish, aux États-Unis, est un joueur américain de basket-ball. Il évolue au poste d'ailier fort.

## Carrière

### Saison 2012-2013
Arrivé à Limoges le 22 novembre 2012 au poste 4, il s’affirme très vite comme l'un des meilleurs rebondeurs du championnat et contribue grandement au maintien de Limoges dans l'élite français. En effet, il termine la saison avec une moyenne de 10,65 rebonds par match dont 7,30 rebonds défensifs et 3,35 rebonds offensifs.

### Saison 2013-2014
Le 6 juin 2013, il signe pour une saison sous les couleurs de l'Élan Chalon.

### Saison 2014-2015
Il signe fin octobre 2014 à Ludwigsburg. Brockman prend sa retraite à la fin de la saison 2015-2016.